# Lejeunea fleischeri
Lejeunea fleischeri là một loài Rêu trong họ Lejeuneaceae. Loài này được (Stephani) Mizut. mô tả khoa học đầu tiên năm 1970.